# Liste des maisons fortes en France
 (août 2024).
Si vous disposez d'ouvrages ou d'articles de référence ou si vous connaissez des sites web de qualité traitant du thème abordé ici, merci de compléter l'article en donnant les références utiles à sa vérifiabilité et en les liant à la section « Notes et références ».
Cet article présente une liste non exhaustive des maisons fortes en France.

## Grand Est

### Lorraine
En Lorraine, Gérard Giuliato situe l'apparition des maisons fortes entre 1250 et 1340, le plus souvent érigées par des chevaliers sous le contrôle des princes. Ces derniers imposent des règles de construction et en limitent le niveau de fortification. Comme en Normandie, les maisons fortes ont comme rôle de renforcer les frontières.
La construction des maisons fortes entre le XIIe siècle et le XVIe siècle était contrôlée par la noblesse, qui décidait de la nature, de la taille et de la transmission des biens.

### Ardennes

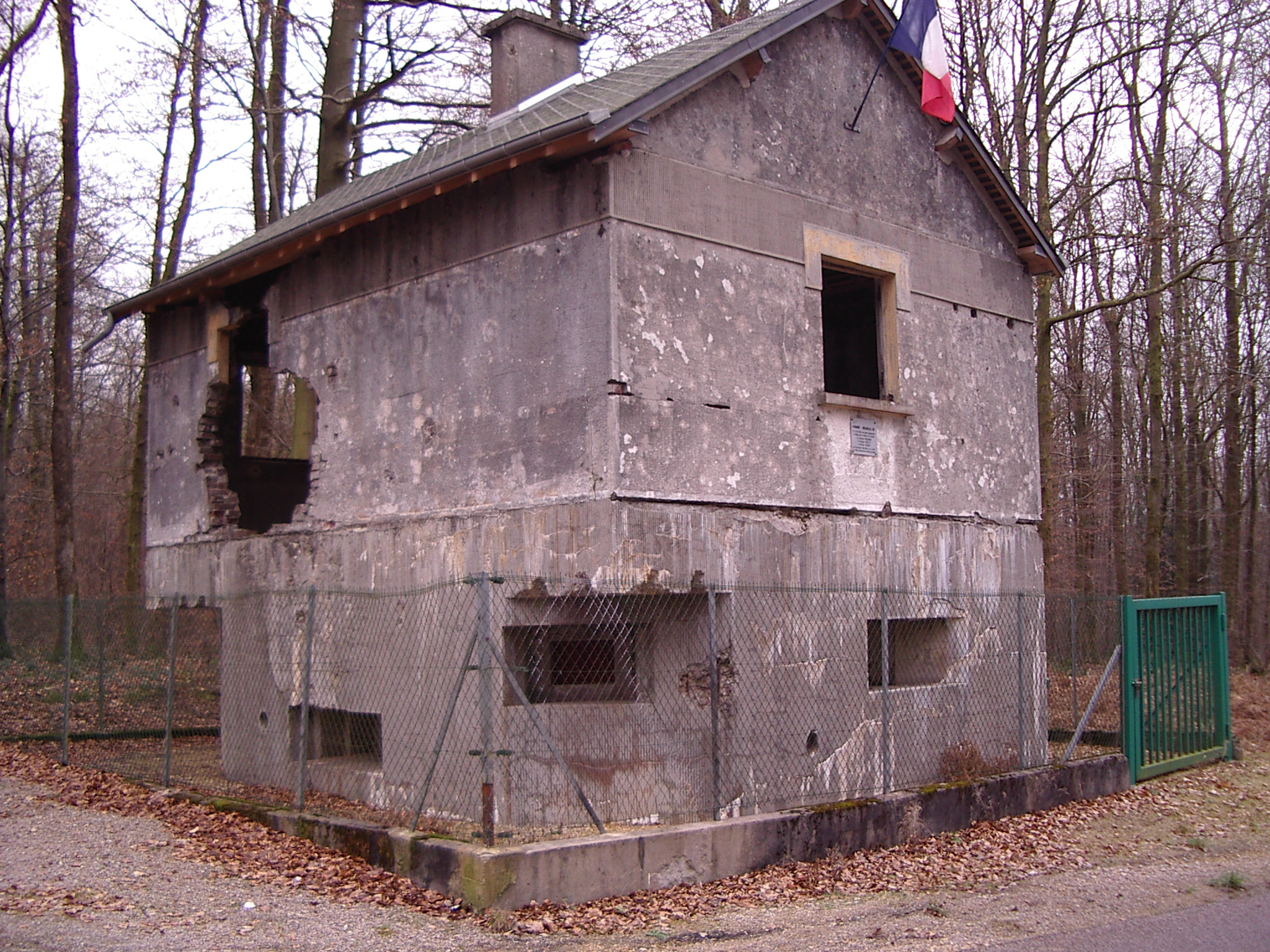
Vue de la dite « Maison forte de Saint-Menges »

Pendant la construction de la ligne Maginot, quinze à vingt maisons fortes ont été construites, devant la barrière naturelle de la Meuse ou devant les fortifications de la ligne Maginot.
il s'agit d'un avant-poste disposant d'un logement intégré. Son rôle était la surveillance des voies principales d'accès de la frontière, leur destruction éventuelle, le retardement des attaques surprises et l'alarme de la ligne principale de résistance. Leur installation est spécifique à la défense de la frontière entre la Belgique et la France dans les Ardennes.
Ces ouvrages défensifs sont mis en scène notamment par Julien Gracq dans le roman Un balcon en forêt.

## Hauts-de-France

### Aisne
Une maison forte datant de la fin du Moyen Âge se trouve à Hargicourt.

### Picardie
- Maison forte de Nampont (Somme)

## Occitanie

### Gascogne
En Gascogne, il existe un type de maison forte caractéristique, appelé « salle » ou « tour-salle » : plan carré ou rectangulaire, murs épais, rez-de-chaussée aveugle servant de cave ou de cellier, accès par le premier étage par un escalier amovible, étages supérieurs résidentiels. La salle est le premier état avant le « château gascon » des XIIIe et XIVe siècles, qui est une salle à laquelle on a généralement adjoint de hautes tours carrées à deux angles opposés.
La maison forte en Gascogne correspond au même type de bâtiment, mais située à l’intérieur d’une agglomération, en tant que résidence, souvent secondaire, fortifiée. Ainsi le comte d’Armagnac Jean V disposait-il dans la ville de Lectoure (Gers) de plusieurs maisons fortes, dont celle dite de Sainte-Gemme où il fut assassiné lors de la prise de la ville par les troupes de Louis XI. Une autre maison forte subsiste, la tour d’Albinhac.

### Périgord
Bernard Fournioux a pu identifier 608 lignages nobles et leurs lieux de résidences cités comme : repayrium noble, hospitium ou « hostel » noble, qui se compose de mottes ou structures fossoyées, sur lesquelles on a érigé dans une deuxième phase des tours de pierre quadrangulaires et qui a donné le nombre important de gentilhommières, manoirs et châteaux que recèle le Périgord.

## Auvergne-Rhône-Alpes
Selon les nombreux inventaires dressés, en Auvergne-Rhône-Alpes, aussi bien en plaine qu'en zone de montagne, on dénombre en moyenne trois maisons seigneuriales par commune.

### Grésivaudan
Humbert II projette de céder ses états du Dauphiné au pape Benoît XII. Ce dernier reçoit une estimation du vendeur mais fait procéder à une enquête menée par deux commissaires. À la demande d'Humbert II une contre-enquête est pratiquée, qui confirme la première. Les données papales recensent 40 châteaux avec 202 maisons fortes. Dans cette enquête, 21 familles nobles, ou se prétendant telles, ne possédant pas de maison forte sont tenues pour négligeables : « XXI foci nobilium vel se gerentium pro nobilibus non habentium domos fortes ». Le dauphin pratique également une évaluation,,.
Au XIVe siècle, le modèle le plus courant de maisons fortes se présente sous la forme d'une maison-tour de plan quadrangulaire divisée en quatre niveaux.
Les derniers travaux effectués sur cet ancien bailliage du Dauphiné ont permis de recenser 65 châteaux et 235 maisons fortes mentionnés par les textes. Quelques 154 maisons fortes ont pu être localisées sur le terrain. Parmi 58 sites, 38 correspondent à une maison forte avec tour, 20 autres en sont dépourvues et appartiennent pour la plupart à une période de fortification tardive.

### Oisans
L'enquête de 1339 mentionne 15 familles nobles détentrices d'une maison forte sous la forme : « nobles et vassaux ayant fortification (fortalicium) dans ledit mandement » avec comme précision : habet domum fortem (« possède maison forte ») ou habet domum et turrim fortem (« possède maison et tour forte »).

### Savoie et Genevois
Il y a de nombreuses maisons fortes dans le département de Savoie : Lucey, Grand Mercoras (Ruffieux), Feissons et pas moins de 6 à Saint-Jean-de-Chevelu (Bergin, Champrovent, Gimilieu, La Forest, Monthoux, Prélian) . La maison forte de La Forest de Saint-Jean-de-Chevelu est en restauration.
On dénombre 146 maisons-fortes dans le département de Haute-Savoie, comprenant le Genevois savoyard.

## Bourgogne-Franche-Comté

### Bourgogne
L'étude qu'a menée Hervé Mouillebouche en Bourgogne portant sur 710 communes a permis d'identifier 644 sites fortifiés, dont 360 maisons fortes. Ces dernières sont élevées par une aristocratie en toute liberté, hors du contrôle ducal.

### Franche-Comté

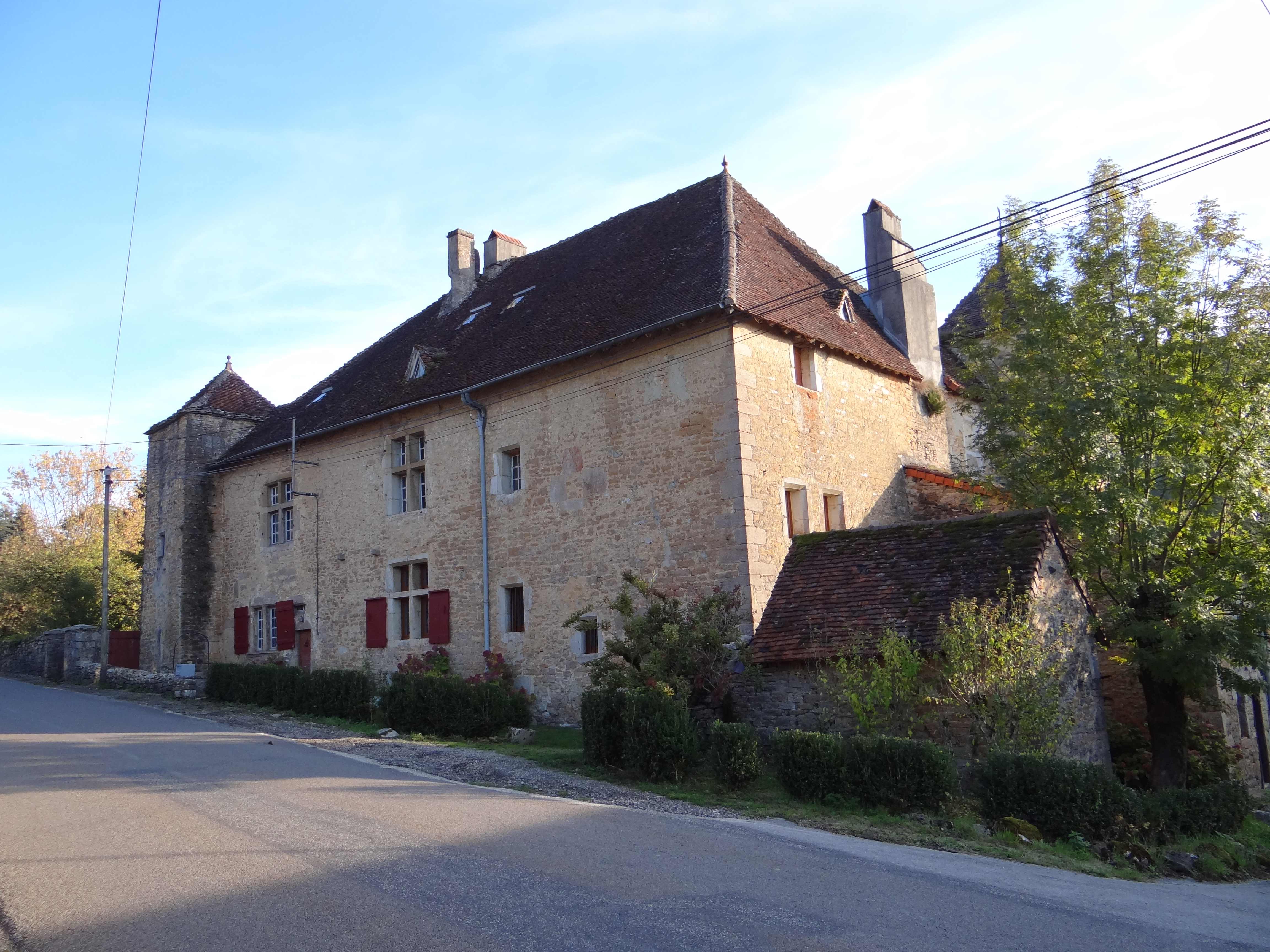
Château de Châteauvieux de Cuisia (Jura). Armoiries de la famille de Vienne et Vergy.

Travaux de Éric Affolter et Jean-Claude Voisin.
Le département du Jura (Franche-Comté) offre de très nombreux exemples de maisons-fortes pour ne citer que quelques échantillons :
- Cuisia : massif corps de logis cantonné de tours avec archères-cannonières ;
- Maison forte de Nanc-lès-Saint-Amour : corps de logis cantonné de deux tours, le tout précédé d'une tour d'escalier en vis avec bouches à feu.

### Bretagne
Voir les travaux de Michel Brand'Honneur.
Dans ceux qu'a menés Michaël Jones, le terme qui prévaut en Bretagne pour désigner les résidences des nobles est celui de manoir (manerium), qui désigne un centre de petite seigneurie ceint de fossés, alors qu'à la fin du XIIe siècle, la maison d'un chevalier est désignée comme : domus defensabilis.

## Pays de la Loire

### Maine-et-Loire
Les ruines d'une maison forte furent mis au jour en 1961 sur la commune de Brain-sur-Allonnes. Elle date de 1260.

## Normandie
En Normandie, comme en Lorraine, les princes ont établi des règles strictes d'édification qui s'appuient sur un document de 1091 Consuetudines et Justitie qui précise l'interdiction d'élever un château sur un terrain plat, un roc ou une île. Il est permis simplement de s'« enclore » derrière une palissade, constituée d'un seul rang de pieux, qui ne doit comporter ni flanquements ni saillies. Le fossé qui la précède est limité en profondeur tel qu'un homme puisse en retirer la terre sans relais. Il en sera de même au XIIIe siècle avec les licences to crenelatte qui obligent le détenteur de la maison forte à demander une autorisation à son seigneur pour toute élévation de murs ou crénelage de ces derniers.
L'étude qu'a menée Marie Casset met en avant les termes de « domus, hostel ou manerieum » qui désignent les résidences épiscopales rurales (« résidences secondaires »). Ces résidences édifiées au centre de vastes parcs à gibier, en marge des villages, présentent toutes les caractéristiques de la maison forte.

### Seine-Maritime
Elbeuf a sur son territoire une maison forte du XVe siècle.

## Corse
La naissance d’un État génois en Corse dans la seconde moitié du XVe siècle marqua l’avènement d’un nouvel ordre social fondé sur la tradition communale génoise. Vaincus, les seigneurs féodaux (appelés Cinarchesi), qui dominaient le sud de l’île et qui s’étaient toujours opposés à la Commune de Gênes, n’eurent d’autre choix que de se soumettre ou de s’exiler en Sardaigne. La victoire de Gênes sur les « tyrans » corses semblait donc totale et induit une nouvelle aristocratie dans l'île.
Avec la destruction des châteaux par l'Office de Saint Georges, des maisons fortes furent ainsi construites par certaines familles de notables corses (dits sgiò) pour assurer leur défense à partir du XVe siècle. Il ne s’agissait pas de se défendre des envahisseurs barbaresques, mais des familles voisines avec lesquelles ils pouvaient être en guerre, sur un temps long, ce qui donnait lieu à des vendettas sanglantes. Ces architectures civiles fortifiées se distinguent donc des édifices défensifs, comme les tours littorales ou citadelles, mais sont tout aussi identitaires de la Corse et en particulier de la Rocca (rocca pouvant également signifier en corse et italien maison forte ou château) et du Viggiano.

### Corse du sud
- Tour de Colomba (Fozzano) ;
- Casa Giacomoni (Sainte-Lucie-de-Tallano).